# Partido de Reconstrucción Nacional de Rumania
El Partido de Reconstrucción Nacional de Rumanía (rumano:Partidul Reconstructiei Nationale din Romania, PRN) era un partido político.

## Historia
El PRN disputó las elecciones de 1990, recibiendo alrededor 0.4% de los votos para el Senado y 0.3% de los votos para el Cámara de Diputados. A pesar de que falló para ganar un asiento en el Senado, el partido ganó un asiento solo en la Cámara.